# Elvange (Beckerich)
Elvange (Luxemburgs: Ielwen, Duits: Elvingen) is een plaats in de gemeente Beckerich en het kanton Redange in Luxemburg.
Elvange telt 101 inwoners (2006).
Elvange is een landelijk gelegen dorp, niet ver van de Belgische stad Aarlen. Middelpunt is de katholieke parochiekerk St. Blasius, waarvan de oudste delen uit de 12e eeuw stammen. In Elvange is de enige Luxemburgse paardenmelkerij gevestigd.